# Малінді (футбольний клуб)
Спортивний клуб «Малінді» або просто «Малінді» (англ. Malindi Sport Club) — професіональний танзанійський та занзібарський футбольний клуб з міста Унгуджа, Занзібар. Клубні кольори — червоний та білий. Домашні матчі проводить на стадіоні «Амман».

## Історія
Заснований у 1942 році в місті Унгаджа. «Золоті часи» клубу припали на 90-і роки XX століття, коли команда домінувала в чемпіонаті Занзібару, а також двічі вигравав Прем'єр-лігу та 1 разу кубок Танзанії. У континентальних турнірах брав участь 4 рази. Найбільшого успіху а цих турнірах досяг 1995 року, коли дійшов до 1/2 фіналу кубку КАФ, де поступилася «Етуаль дю Сахель». З 2004 року, коли Занзібар став самостійним членом КАФ та отримав можливість делегувати власних представників на континентальні турніри, вона розпочала виступати в занзібарській Прем'єр-лізі.

## Досягнення
- Прем'єр-ліга Танзанії
  -  Чемпіон (2): 1989, 1992

- Кубок Танзанії
  -  Володар (1): 1993

- Прем'єр-ліга Занзібару
  -  Чемпіон (3): 1989, 1990, 1992

- Кубок Занзібару
  -  Володар (1): 2007

## Статистика виступів
| Сезон | Турнір                       | Раунд      | Клуб                | Вдома  | На виїзді | Загалом        |
| ----- | ---------------------------- | ---------- | ------------------- | ------ | --------- | -------------- |
| 1990  | Кубок африканських чемпіонів | Попередній | Мукунгва            | 0-0    | 1-2       | 1-2            |
| 1993  | Кубок африканських чемпіонів | Попередній | Сент-Джордж         | 1-0    | 1-1       | 2-1            |
| 1993  | Кубок африканських чемпіонів | 1          | Замалек             | 0-1    | 0-4       | 0-5            |
| 1994  | Кубок володарів кубків КАФ   | 1          | ККСА                | дискв1 | дискв1    | дискв1         |
| 1994  | Кубок володарів кубків КАФ   | 2          | Елевен Мен ін Флайт | 1-0    | 1-0       | 2-0            |
| 1994  | Кубок володарів кубків КАФ   | 1/4 фіналу | Мбілінга            | 1-0    | 0-4       | 1-4            |
| 1995  | Кубок КАФ                    | 1          | Мбабане Шеллоуз     | 2-0    | 1-0       | 3-0            |
| 1995  | Кубок КАФ                    | 2          | ККСА                | 1-0    | 2-0       | 3-0            |
| 1995  | Кубок КАФ                    | 1/4 фіналу | Агаза               | 0-0    | 2-0       | 2-0            |
| 1995  | Кубок КАФ                    | 1/2 фіналу | Етуаль дю Сахель    | 1-0    | 0-1       | 1-1 (3-4 пен.) |

1- Угандійські команди були дискваліфіковані через борги, які їхня федерація мала перед КАФ.